# Esplantas
Esplantas ist eine ehemalige Gemeinde im französischen Département Haute-Loire in der Verwaltungsregion Auvergne-Rhône-Alpes. Seit dem 1. Januar 2016 bildet die Ortschaft mit dem benachbarten Vazeilles-près-Saugues die Commune nouvelle Esplantas-Vazeilles und ist seither deren Hauptort (Chef-lieu). Nachbarorte sind Saugues im Norden, Saint-Préjet-d’Allier im Nordosten, Vazeilles-prés-Saugues im Osten, Thoras im Südosten, Chanaleilles im Südwesten und Grèzes im Westen.

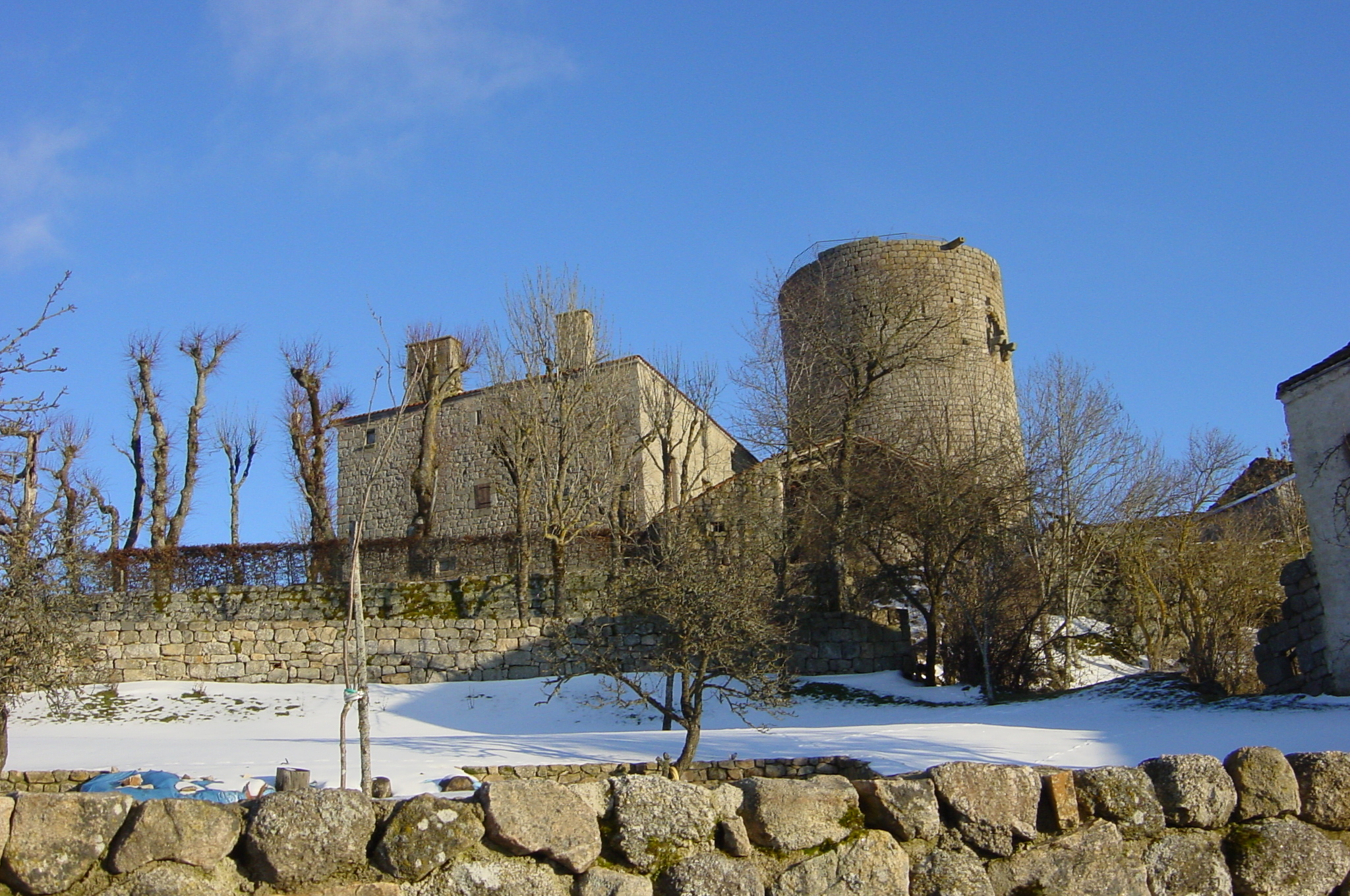
Schloss von Esplantas

## Bevölkerungsentwicklung
| Jahr      | 1962 | 1968 | 1975 | 1982 | 1990 | 1999 | 2005 | 2010 | 2013 |
| --------- | ---- | ---- | ---- | ---- | ---- | ---- | ---- | ---- | ---- |
| Einwohner | 194  | 192  | 159  | 119  | 99   | 95   | 99   | 101  | 98   |